# Saint-Germain-d'Étables
Pour les articles homonymes, voir Saint-Germain.
Saint-Germain-d'Étables est une commune française située dans le département de la Seine-Maritime en région Normandie.

## Géographie

### Hydrographie
La commune est située dans le bassin Seine-Normandie. Elle est drainée par la Varenne, le fossé du Fond de Meuse et divers autres petits cours d'eau,.
La Varenne, d'une longueur de 39 km, prend sa source dans la commune de Saint-Martin-Osmonville et se jette  dans l'Arques à Arques-la-Bataille, après avoir traversé 13 communes. Les caractéristiques hydrologiques de la Varenne sont données par la station hydrologique située sur la commune de Torcy-le-Grand. Le débit moyen mensuel est de 2,93 m3/s. Le débit moyen journalier maximum est de 5,27 m3/s, atteint lors de la crue du 4 janvier 2024. Le débit instantané maximal est quant à lui de 6,34 m3/s, atteint le même jour.

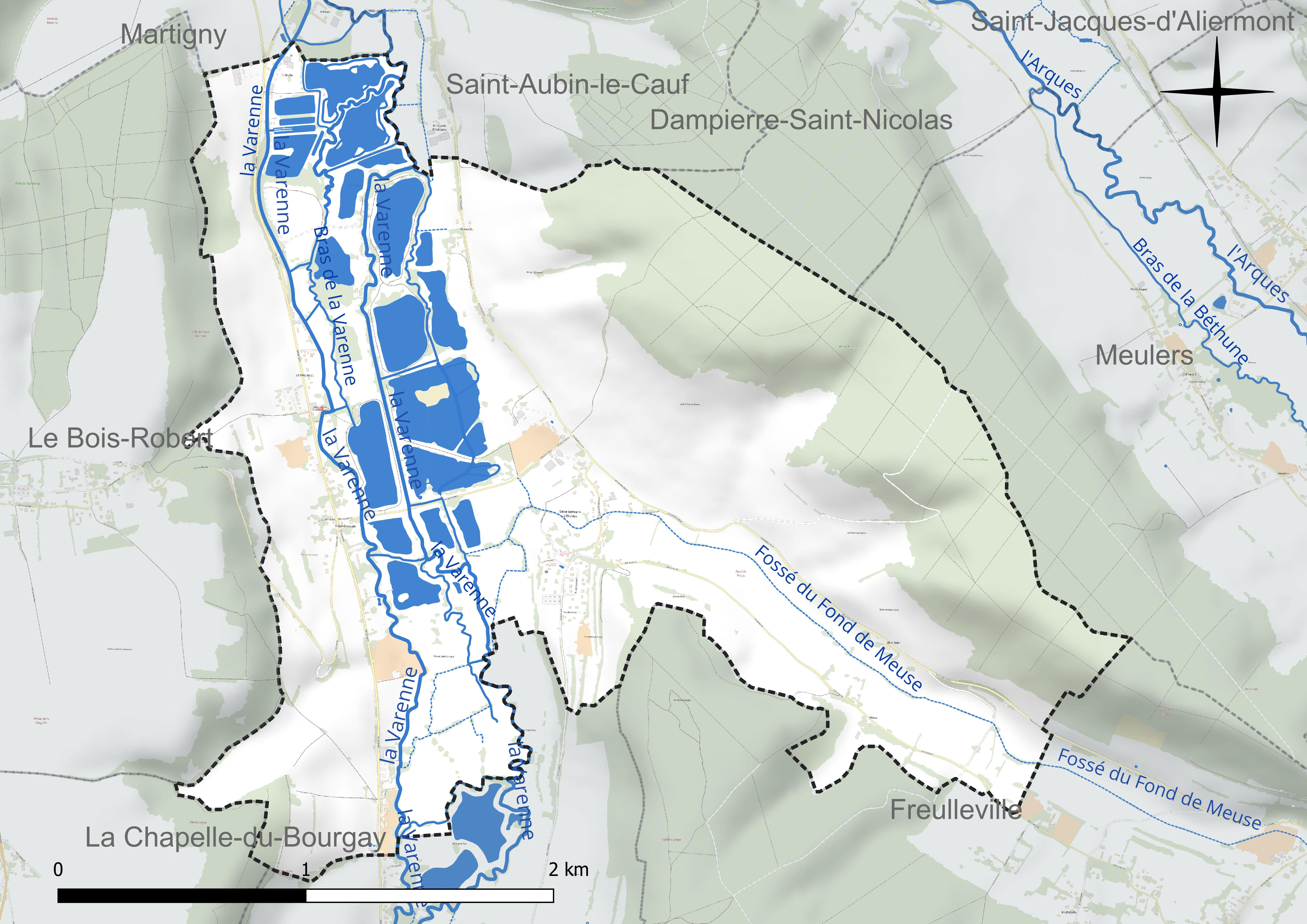
Réseau hydrographique de Saint-Germain-d'Étables.

### Climat
Pour des articles plus généraux, voir Climat de la Normandie et Climat de la Seine-Maritime.
En 2010, le climat de la commune est de type climat océanique franc, selon une étude du CNRS s'appuyant sur une série de données couvrant la période 1971-2000. En 2020, Météo-France publie une typologie des climats de la France métropolitaine dans laquelle la commune est exposée à un climat océanique et est dans la région climatique Côtes de la Manche orientale, caractérisée par un faible ensoleillement (1 550 h/an) ; forte humidité de l’air (plus de 20 h/jour avec humidité relative > 80 % en hiver), vents forts fréquents. Parallèlement le GIEC normand, un groupe régional d’experts sur le climat, différencie quant à lui, dans une étude de 2020, trois grands types de climats pour la région Normandie, nuancés à une échelle plus fine par les facteurs géographiques locaux. La commune est, selon ce zonage, exposée à un « climat maritime », correspondant au Pays de Caux, frais, humide et pluvieux, légèrement plus frais que dans le Cotentin.
Pour la période 1971-2000, la température annuelle moyenne est de 10,8 °C, avec une amplitude thermique annuelle de 14 °C. Le cumul annuel moyen de précipitations est de 835 mm, avec 12,4 jours de précipitations en janvier et 8,3 jours en juillet. Pour la période 1991-2020, la température moyenne annuelle observée sur la station météorologique la plus proche, située sur la commune de Dieppe à 11 km à vol d'oiseau, est de 11,3 °C et le cumul annuel moyen de précipitations est de 805,2 mm,. Pour l'avenir, les paramètres climatiques de la commune estimés pour 2050 selon différents scénarios d’émission de gaz à effet de serre sont consultables sur un site dédié publié par Météo-France en novembre 2022.

## Urbanisme

### Typologie
Au 1er janvier 2024, Saint-Germain-d'Étables est catégorisée commune rurale à habitat dispersé, selon la nouvelle grille communale de densité à sept niveaux définie par l'Insee en 2022.
Elle est située hors unité urbaine. Par ailleurs la commune fait partie de l'aire d'attraction de Dieppe, dont elle est une commune de la couronne,. Cette aire, qui regroupe 62 communes, est catégorisée dans les aires de 50 000 à moins de 200 000 habitants,.

### Occupation des sols
L'occupation des sols de la commune, telle qu'elle ressort de la base de données européenne d’occupation biophysique des sols Corine Land Cover (CLC), est marquée par l'importance des territoires agricoles (62,8 % en 2018), en diminution par rapport à 1990 (67 %). La répartition détaillée en 2018 est la suivante : 
terres arables (32,4 %), prairies (30,4 %), forêts (21,3 %), eaux continentales (15,3 %), zones urbanisées (0,7 %). L'évolution de l’occupation des sols de la commune et de ses infrastructures peut être observée sur les différentes représentations cartographiques du territoire : la carte de Cassini (XVIIIe siècle), la carte d'état-major (1820-1866) et les cartes ou photos aériennes de l'IGN pour la période actuelle (1950 à aujourd'hui).

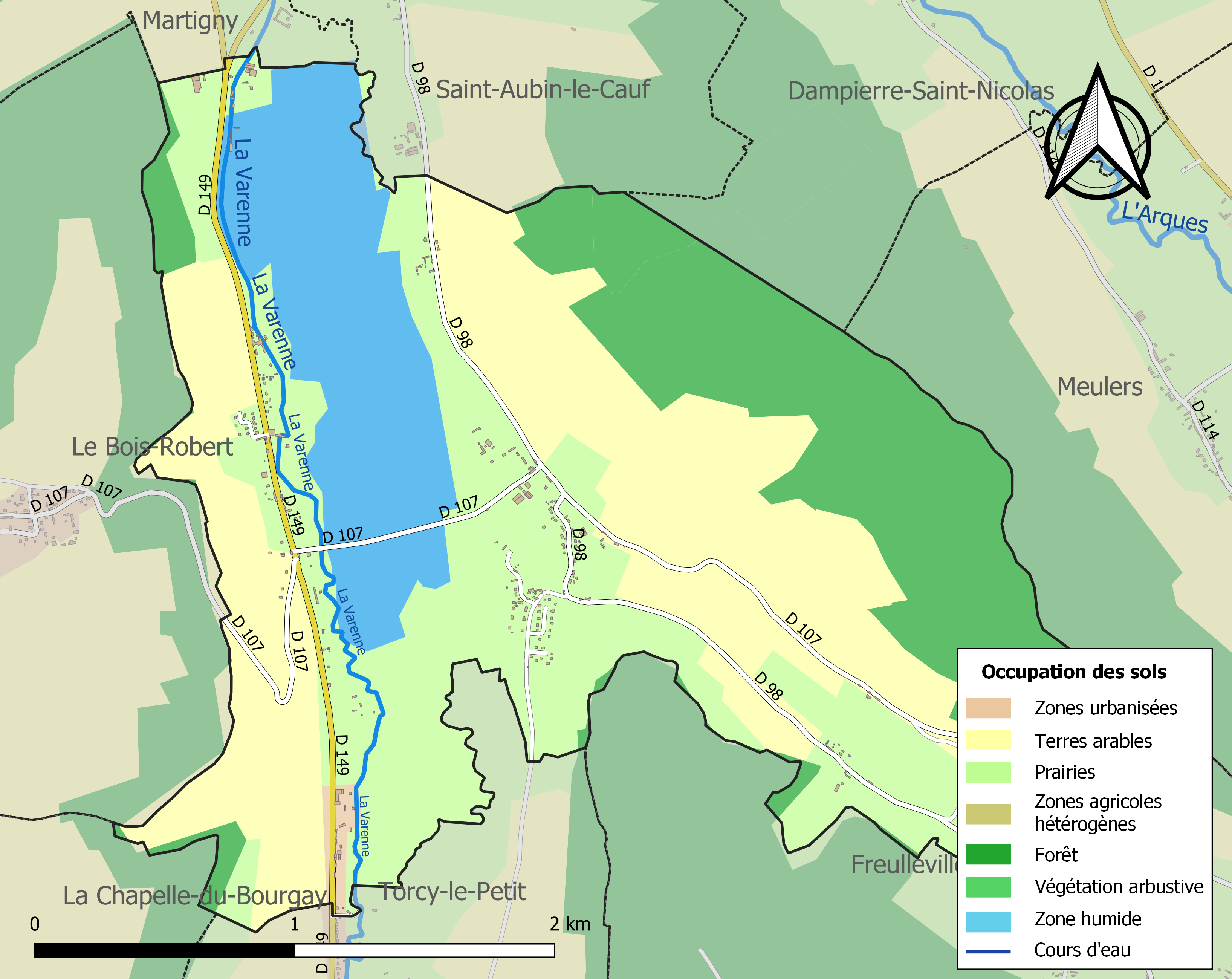
Carte des infrastructures et de l'occupation des sols de la commune en 2018 (CLC).

## Toponymie
Formée par la réunion par ordonnance royale du 8 octobre 1823 des communes de Le Mesnil-Saint-Germain et d'Étables.
Saint Germain est attesté sous les formes De Sancto Germano en 1137, Ecc. de Mesnillo Sancti Germani vers 1240, Sanctus Germanus de Mesnillo en 1337, Le Mesnil Saint-Germain en 1433 (Archives départementales de la Seine-Maritime, G. 3268).
 
L'hagiotoponyme Saint-Germain ferait référence à Germain le Scot.
Étables est attesté sous les formes Stabularum en 1155, Stabulis au XIIe siècle (Arch. S.-M. 13 H 163), A Estables en 1452 (Arch. S.-M. C 2798), Etables en 1757, Saint-Germain d'Etables en 1823.

Étables : du latin stabulum qui signifie étable, écurie, et plus tard hôtellerie.

## Politique et administration
| Période                                  | Période                    | Identité          | Étiquette | Qualité                                                                                             |
| ---------------------------------------- | -------------------------- | ----------------- | --------- | --------------------------------------------------------------------------------------------------- |
| Les données manquantes sont à compléter. |                            |                   |           | |
| mars 2001                                | 2008                       | Marius Delahaye   |           | |
| mars 2008                                | mai 2020                   | Michel Chardonnet |           | |
| juillet 2020,                            | En cours (au 10 août 2020) | Vincent Renoux    | DVD       | Directeur de l’école de musique de Luneray et musicothérapeute Conseiller départemental depuis 2021 |

## Démographie
L'évolution du nombre d'habitants est connue à travers les recensements de la population effectués dans la commune depuis 1793. Pour les communes de moins de 10 000 habitants, une enquête de recensement portant sur toute la population est réalisée tous les cinq ans, les populations de référence des années intermédiaires étant quant à elles estimées par interpolation ou extrapolation. Pour la commune, le premier recensement exhaustif entrant dans le cadre du nouveau dispositif a été réalisé en 2005.

En 2022, la commune comptait 235 habitants, en évolution de −11,65 % par rapport à 2016 (Seine-Maritime : +0,35 %, France hors Mayotte : +2,11 %).
| 1793 | 1800 | 1806 | 1821 | 1831 | 1836 | 1841 | 1846 | 1851 |
| ---- | ---- | ---- | ---- | ---- | ---- | ---- | ---- | ---- |
| 139  | 111  | 118  | 145  | 300  | 274  | 250  | 242  | 255  |

| 1856 | 1861 | 1866 | 1872 | 1876 | 1881 | 1886 | 1891 | 1896 |
| ---- | ---- | ---- | ---- | ---- | ---- | ---- | ---- | ---- |
| 261  | 267  | 250  | 250  | 239  | 235  | 259  | 245  | 231  |

| 1901 | 1906 | 1911 | 1921 | 1926 | 1931 | 1936 | 1946 | 1954 |
| ---- | ---- | ---- | ---- | ---- | ---- | ---- | ---- | ---- |
| 234  | 211  | 190  | 177  | 196  | 184  | 191  | 195  | 212  |

| 1962 | 1968 | 1975 | 1982 | 1990 | 1999 | 2005 | 2006 | 2010 |
| ---- | ---- | ---- | ---- | ---- | ---- | ---- | ---- | ---- |
| 187  | 175  | 172  | 241  | 324  | 298  | 269  | 269  | 269  |

| 2015 | 2020 | 2022 | - | - | - | - | - | - |
| ---- | ---- | ---- | - | - | - | - | - | - |
| 269  | 239  | 235  | - | - | - | - | - | - |

## Culture locale et patrimoine

### Héraldique
| Armes de Saint-Germain-d'Étables | Les armes de la commune de Saint-Germain-d'Étables se blasonnent ainsi : D’or fretté de gueules, à l’écusson brochant d’azur au lion d’argent surmonté de deux coquilles du même. |